# Vaalermoor
Vaalermoor (niederdeutsch: Valermoor) ist eine Gemeinde im Kreis Steinburg in Schleswig-Holstein. Blauer Lappen liegt im Gemeindegebiet.

## Geografie und Verkehr
Vaalermoor liegt etwa 12 km westlich von Itzehoe in ländlicher Umgebung. Wenige Kilometer westlich verläuft der Nord-Ostsee-Kanal, nordwestlich die Bundesstraße 431 von Itzehoe nach Heide.

## Geschichte
Vaalermoor entstand durch die Entwässerung und Urbarmachung der Moorflächen des Vaaler Moores im 19. Jahrhundert. Bis 1970 gehörte die Gemeinde zum alten Kreis Rendsburg, nach der Gebietsreform gelangte sie mit Wirkung vom 26. April 1970  mit dem Amt Schenefeld zum Kreis Steinburg.

## Politik

### Gemeindevertretung
Bei der Kommunalwahl am 14. Mai 2023 wurden insgesamt sieben Sitze vergeben. Diese fielen erneut alle an die Kommunale Wählergemeinschaft Vaalermoor. Die Wahlbeteiligung betrug 55,7 %.

### Wappen
Blasonierung: „In Blau über zwei silbernen, gekreuzten Torfspaten eine silberne Windmühle.“
Die Gemeinde Vaalermoor liegt am Rande des Naturraumes der Hohenwestedter Geest in der Niederung des Kudenseemoores. Diese Landschaft wird stark durch ihre Grundwassernähe und Moorböden geprägt. Der Einsatz von Schöpfmühlen zur Entwässerung der Grünlandflächen war Voraussetzung für ihre landwirtschaftliche Nutzung. Torfspaten erinnern an die einstige wirtschaftliche Bedeutung des Torfabbaus für die Gemeinde.

## Bilder

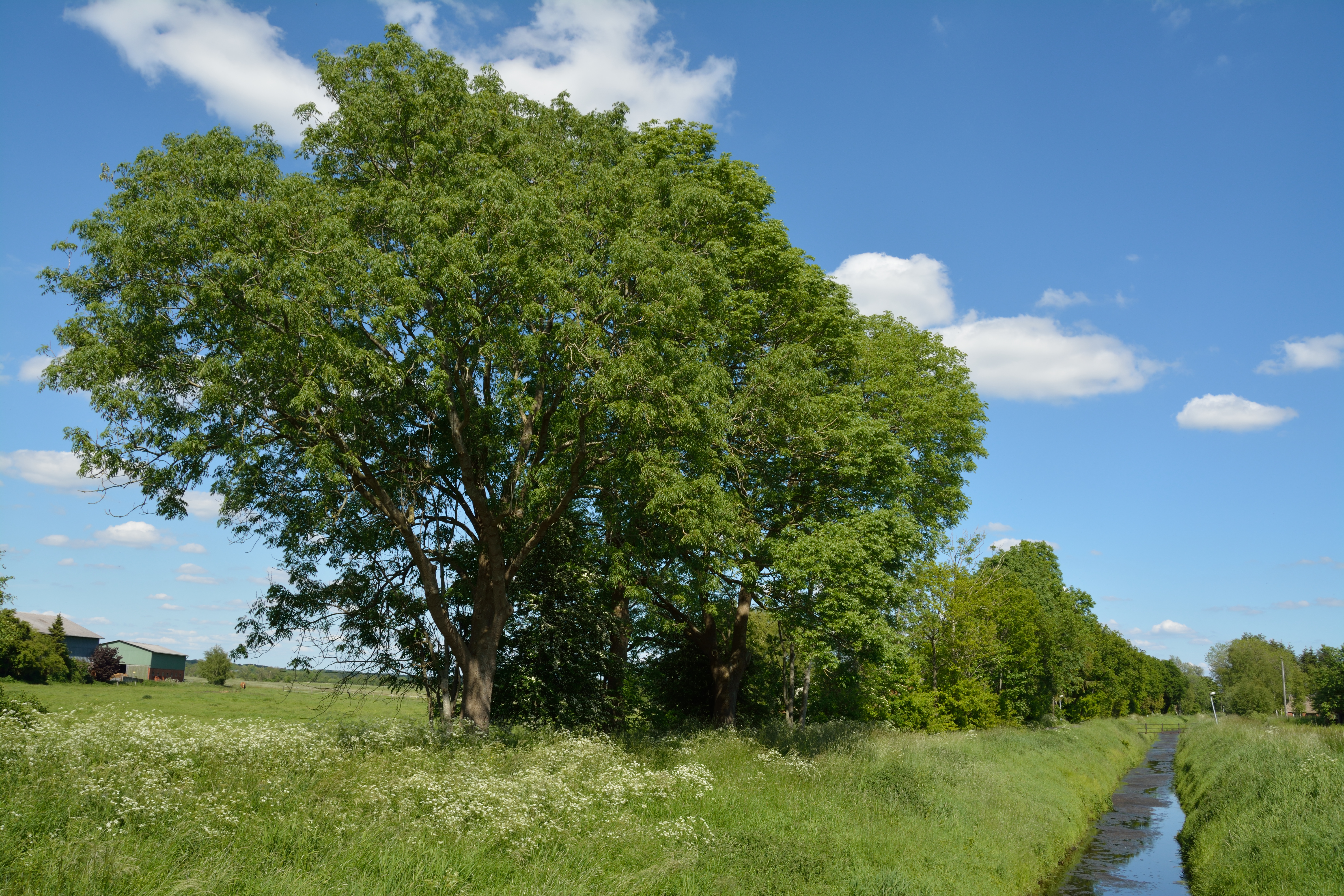
Der Moorkanal in Vaalermoor